# Infinite Stratos
IS <Infinite Stratos> (IS〈インフィニット・ストラトス〉 Infinitto Sutoratosu) là một loạt light novel Nhật Bản được viết bởi Yumizuru Izuru (弓弦 イズル), do Okiura và CHOCO vẽ minh họa. Media Factory đã xuất bản khoảng 7 tập dưới ấn hiệu MF Bunko J. Đến năm 2013, light novel được giao lại cho Overlap để tiếp tục xuất bản tập thứ 8 trở đi dưới ấn hiệu Overlap Bunko. Một bản chuyển thể manga do Akahoshi Kenji vẽ đăng tải trên Nguyệt san Comic Alive từ năm 2010 đến năm 2012, đã được biên soạn thành 5 tập tankoubon. Một bản anime dài 12 tập do 8-Bit sản xuất được phát sóng tại Nhật Bản từ ngày 1 tháng 6 đến ngày 31 tháng 3 năm 2011.

## Nội dung
Một nhà khoa học Nhật Bản đã phát minh ra bộ giáp chiến đấu gọi là "Infinite Stratos" (IS). Hiện đại và có khả năng chiến đấu tiên tiến hơn bất cứ loại vũ khí nào, IS là một mối đe dọa làm mất cân bằng thế giới. Đối mặt với một thứ vũ khí quá mạnh, các nước trên thế giới đã ký "Hiệp ước Alaska", đảm bảo rằng IS sẽ không bao giờ được sử dụng trong quân sự và công nghệ IS sẽ được công bố khắp thế giới, để cấm bất cứ nước nào xâm lược nước khác. IS sẽ chỉ được sử dụng trong thi đấu thể thao. Sự giới thiệu của IS gây nên ảnh hưởng lớn tới cộng đồng, khi nó chỉ tương thích với nữ giới, do vậy nam giới không thể điều khiển IS. Điều này khiến cho vai trò và địa vị của nữ giới trong xã hội được nâng cao lên rất nhiều so với nam giới.
Mười năm sau khi IS đầu tiên được công bố, thế giới đã tiến vào kỷ nguyên hòa bình. Tuy nhiên, hòa bình đó có nguy cơ sớm tan vỡ bởi một phát hiện không thể ngờ. Orimura Ichika - nột nam sinh người Nhật, được phát hiện rằng có khả năng điều khiển IS. Do đó Ichika phải vào học tập tại Học viện Infinite Stratos, một trường học quốc tế nơi các phi công IS từ khắp thế giới vào học, nơi mà cậu sẽ là nam sinh duy nhất của học viện và xung quanh cậu đều là các nữ sinh.

## Nhân vật

### Nhân vật chính
Orimura Ichika (織斑 一夏)
Nhân vật chính của Infinite Stratos. Cậu là học sinh năm nhất của Học viện IS. Chị của cậu, Chifuyu, là phi công IS huyền thoại và đồng thời là người nuôi nấng cậu khi bố mẹ bỏ rơi họ khi họ còn bé. Mặc dù chị cậu đối xử nghiêm khắc với cậu,cậu vẫn luôn yêu quý chị mình. Là nam phi công IS đầu tiên và duy nhất, nên cậu khá nổi tiếng với các nhà khoa học và kỹ sư đang muốn tìm hiểu về cậu. Vì là nam sinh duy nhất trong cả ngôi trường toàn nữ, cậu cũng luôn được để ý bởi các nữ sinh. Cậu không biết là có vài cô gái có tình cảm với cậu. IS của cậu là bộ Byakushiki (白式 (Bạch thức)), 1 IS nguyên mẫu và một trong 2 IS thế hệ 4 và là loại IS cận chiến. Cậu cũng sở hữu thanh kiếm Yukihira Loại 2 (雪片弐型 Yukihiria Nigata), một phiên bản nâng cấp của thanh kiếm IS sử dụng năng lượng của chị cậu và Lõi số 001, lõi IS đầu tiên. Về sau, Byakushiki trải qua giai đoạn Biến thể Dạng 2 sau khi Hōki sở hữu Akatsubaki. Biến thể Dạng 2 có tên là Byakushiki Setsura (白式雪羅 (Bạch thức Tuyết la)), nó được trang bị với 1 hệ thống vũ khí đa dạng (tên là Setsura, tên của Biến thể Dạng 2), có nhiều vũ khí cơ động bao gồm 1 pháo nòng hạt tính cỡ lớn, một móng vuốt năng lượng dùng trong cận chiến, và một lá chắn năng lượng kèm với thuộc tính One Off. Ở Biến thể Dạng 2, Byakushiki cũng tăng thêm tính cơ động qua 4 cánh đẩy lớn, cho phép nó sử dụng Double Ignition Boost. Trong Biến thể Dạng 2, nó là IS tốt nhất được làm với Akatsubaki của Hōki.
Shinonono Hōki (篠ノ之 箒)
Hōki là học sinh năm nhất của Học viện IS và là bạn thuở nhỏ của Ichika, tuy vậy họ đã không gặp nhau trong 6 năm trước khi Ichika tới Học viện. Cô có mái tóc rất dài và thường cột kiểu đuôi ngựa bằng ruy băng. Nhà cô từng ở là một võ đường kendo, nơi cô cùng Ichika từng luyện kendo với nhau. Hōki còn thi đấu Kendo và đạt đến cấp quốc tế, và là người thắng cuộc của trận đấu Kendo quốc tế được tổ chức 1 năm trước khi Infinite Stratos bắt đầu. Cô là thành viên của Câu lạc bộ Kendo ở Học viện. Chị của Hōki, Shinonono Tabane, là người sáng tạo ra IS, nhưng Hōki ghét cô vì sáu năm trước, Ichika đã đồng ý trở thành bạn trai của Hōki nếu cô thắng giải Kendo toàn quốc. Tuy nhiên, ngày thi đấu của giải Kendo cũng là ngày IS được công bố toàn quốc. Vì cô có mối liên hệ với chị, gia đình của Hōki phải nằm dưới sự bảo vệ của chính phủ và cô phải rút khỏi giải Kendo toàn quốc. Sau sự kiện đó, Hōki ghét chị cô vì cô phải rời xa Ichika mà cô yêu và bỏ mặc gia đình. Dù không thấy Ichika trong một thời gian dài, Hōki vẫn duy trì tình cảm với cậu, và việc tiếp tục luyện tập Kendo là mối liên kết duy nhất của cô với Ichika. Cô là bạn cùng phòng của Ichika ở trong ký túc xá trước khi Charllote chuyển đến, và cũng như bao nữ sinh khác cũng hay ghen khi các cô gái khác ở quanh Ichika. Ban đầu cô không có IS chuyên dụng, nhân dịp sinh nhật 15 tuổi cô được chị Tabane tạo bộ IS Akatsubaki (紅椿 (Hồng xuân) Sơn trà đỏ), một trong hai chiếc IS thế hệ 4 và loại IS cận chiến, được trang bị với hai thanh katana tên là Amatsuki (雨月 (Vũ nguyệt) Trăng mưa) và Karaware (空裂 (Không liệt) "Bầu trời vỡ vụn"). Chiếc Akatsubaki được tiết lộ rằng có một phiên bản hoàn thiện thuộc dạng lá chắn của thanh Yukihira Dạng 2 của Ichika, và có một khả năng One Off gọi là Kenran Butō (絢爛舞踏 "Điệu nhảy Lộng lẫy"), cho phép Hōki bổ sung năng lượng IS của cô và IS của người khác khi cô chạm vào. Tuy nhiên, vì cô không có kỹ năng lái IS như 1 phi công và khả năng tương thích của cô với IS chỉ ở Hạng C, cô vẫn được xếp cùng cấp độ với những cô gái có IS chuyên dụng khác.
Cecilia Alcott (セシリア・オルコット Seshiria Orukotto)
Cecilia là học sinh năm nhất của Học viện IS và là học sinh đại diện của Vương quốc Anh, với xuất thân là một Quý tộc. Bố cô là một con người nhút nhát và ảnh hưởng rất ít cả trong lẫn ngoài gia đình Alcott làm Cecilia thề rằng cô sẽ không bao giờ cưới một người đàn ông yếu đuối. Cô mất bố mẹ ba năm trước sau một tai nạn tàu hỏa và phải bảo vệ gia tài của gia đình cô khỏi những người muốn chiếm nó. Ban đầu cô rất ghét Ichika vì cho rằng cậu yếu đuối nên không xứng đáng làm đại diện lớp và tuyên chiến. Cô gần bị đánh bại bởi Ichika trong trận đấu tìm người đại diện cho lớp nhưng thắng do 1 lỗi kĩ thuật của Ichika, nhưng sau đó cô đã nhường lại vị trí của cô cho Ichika. Cô sớm nhận ra cậu là một người đàn ông đích thực và yêu cậu. Cô lái chiếc IS Blue Tears (ブルー・ティアーズ Burū Tiāzu), một IS loại bắn tỉa tầm xa, có thể triển khai 4 Drone không người lái để tấn công kẻ địch từ tầm gần tới tầm trung. Chiếc IS "Blue Tears" được trang bị Starlight Mark III (スターライトmkIII Sutāraito mkIII), một khẩu súng bắn tỉa Laser, và Interceptor (インターセプター Intāseputā), một lưỡi kiếm ngắn dùng trong cận chiến. Ngoài ra IS của cô còn có 2 quả tên lửa giấu đằng sau để đánh lạc hướng đối thủ trước khi phóng chúng, 2 quả tên lửa thuộc loại tìm kiếm mục tiêu, một khi đã phóng, chúng sẽ theo mục tiêu tới khi chúng tiêu diệt được họ.
Huang Lingyin (凰 鈴音 (Hoàng Linh Âm) Fan Rin’in)
Huang Lingyin học sinh năm nhất của Học viện IS, học sinh đại diện của lớp cô và là học sinh đại diên của Trung Quốc. Tên gọi thân mật là "Ling" (鈴 (Linh) Rin). Như Hōki, Ling là bạn của Ichika hồi họ còn học sơ trung. Cô đã yêu Ichika từ khi cậu bảo vệ cô khỏi 4 tên côn đồ của trường. Ban đầu Ling rất giận Ichika vì cậu đã quên chi tiết lời hứa của cô (là nếu cô trở thành một đầu bếp giỏi, Ichika sẽ thành bạn trai của bạn). Gia đình cô làm trong 1 nhà hàng Trung Quốc, nơi Ichika thường đến để ăn trước khi cha mẹ cô ly hôn và về Trung Quốc. Cô lái chiếc IS Shenlong (甲龍 (Giáp Long) Shenron), IS loại cận chiến từ tầm ngắn đến tầm trung với 2 khẩu "Pháo Xung kích" ẩn ở hai bên giáp vai. IS của cô cũng được trang bị Sōten Gagetsu (双天牙月 (Song thiên Nha nguyệt)), một cặp liuyedao (lưu nguyệt đao) có thể kết hợp để tạo thành một dạng kiểu vũ khí naginata.
Charlotte Dunois (シャルロット・デュノア Sharurotto Dyunoa)
Charlotte là học sinh năm nhất của Học viện IS và là học sinh đại diện của nước Pháp. Khi được chuyển đến, Charlotte được biết với cái tên "Charles", "Nam" phi công IS thứ hai được chuyển đến lớp của Ichika. Mục đích thật sự của Charlotte là vào Học viện để theo dõi Ichika và tìm hiểu tại sao cậu có thể vận hành được IS và thu thập dữ liệu từ IS của cậu (IS của cậu lúc đó được xem là IS thế hệ 3 tiên tiến nhất). Vì cô đóng vai là một nam phi công IS, cô và Ichika là bạn cùng phòng. Với kết quả của sự sắp xếp này,Ichika đã phát hiện ra giới tính thật của cô. Khi Ichika biết rằng bố của Charlotte và tập đoàn của ông sử dụng cô để theo dõi cậu, Ichika quyết định giúp bảo vệ cô. Sau đó, cô yêu Ichika vì sự dũng cảm của cậu. Cô lái chiếc IS Rafale Revive Custom II (ラファール・リヴァイヴ・カスタムII Rafāru Revaivu Kasutamu II), một loại IS thế hệ 2 sở hữu các loại vũ khí đa tầm có thể hoán đổi cho phép IS của cô thích ứng với chiến trường nhanh và cho phép thực hiện Ignition Boost. Vũ khí của cô, khi được gọi, có thể dùng bởi các phi công IS khác.
Laura Bodewig (ラウラ ボーデヴィッヒ Raura Bōdevihhi)
Laura là học sinh năm nhất của Học viện IS và là học sinh đại diện của nước Đức. Một siêu chiến sĩ công nghệ di truyền, Laura là thành viện của lực lượng IS đặc biệt của Đức, Schwarzer Hase (シュヴァルツェア・ハーゼ Shuvarutsea Hāze, Tiếng Đức của từ "Thỏ đen"), và giữ quân hàm trung úy. Cô có đôi mắt đỏ và tóc dài màu bạc, cô có đặc điểm là 1 miếng che mắt màu đen che mắt trái của cô. Mắt trái cô có màu vàng, là kết quả thất bại của thí nghiệm công nghệ máy nano để giúp cô lái IS tốt hơn. Laura dưới sự giám hộ của Chifuyu khi cô còn ở quân đội Đức, và rất mến mộ Chifuyu vì cô đã giúp Laura và là mẫu người lý tưởng của cô khi cô đang bị trầm cảm vì không phải là người mạnh nhất. Nên nhớ rằng tên của cô là bí danh mà quân đội Đức cho cô và tên thật của cô vẫn chưa biết. Mục đích của Laura khi đến Học viện IS là để trừng phạt Ichika, cô trách Ichika vì cậu nên Chifuyu phải rút ra khỏi Giải thi đấu IS toàn quốc Lần 2. Cô không biết rằng Ichika đã bị bắt cóc và Chifuyu phải bỏ cuộc để cứu cậu. Cô dễ dàng đánh bại Ling và Cecilia nhưng gặp rắc rối khi đấu với Ichika và Charlotte và bị đánh bại bởi Charlotte trong trận đấu giữ các lớp. Trong tuyệt vọng, cô trở nên điên loạn và tấn công cả Ichika và Charlotte nhưng đã bị đánh bại bởi Ichika. Sau đó, cô nhận ra Ichika đặc biệt như thế nào và yêu cậu. Cô được biết là sức mạnh của Ichika là sự tự do được lựa chọn của cậu và giúp đỡ những người xung quanh và những lời lời khuyên của Chifuyu, Laura quyết định trở thành vệ sĩ của Ichika để bảo vệ cậu khỏi những cô gái khác bằng cách hôn cậu trước mặt các bạn trong lớp, tuyên bố rằng Ichika sẽ là vợ của cô (1 sự hiểu lầm về phong tục Nhật Bản của cô) và cô sẽ không chấp nhận lời đề nghị nào nữa cả. Laura lái chiếc IS tên là Schwarzer Regen (シュヴァルツェア レーゲン Shuvarutsea Rēgen, Cơn mưa đen), 1 IS loại pháo binh tấn công tầm trung tới tầm xa.
Sarashiki Tatenashi (更識 楯無) / Sarashiki Katana (更識 刀奈)
Hội trưởng Hội học sinh của Học viện IS. Cô là phi công IS mạnh nhất của Học viện, bởi vì vị trí Hội trưởng Hội học sinh chỉ trao cho người mạnh nhất Học viện. Trong phiên bản Light Novel, cô được giao nhiệm vụ bảo vệ Ichika sau khi xảy ra sự cố Silver Gospel (cô cũng ko biết Gospel do Tabane điều khiển, Chifuyu chỉ giao nhiệm vụ cho cô) và dùng quyền lực Hội trưởng Hội Học sinh của cô để thành bạn cùng phòng của Ichika. Thực ra, tên thật của cô là Sarashiki Katana, nhưng vì cô là người lãnh đạo thứ 17 của gia đình Sarashiki nên mới có cái tên Tatenashi (hiện chỉ có Ichika biết được điều này). Cô cũng là là Học sinh đại diện của Nga. Cô là phi công của chiếc IS Mysterious Lady (ミステリアスレディ Misuteriasu Redi).

### Giáo viên
Orimura Chifuyu (織斑 千冬)
Chifuyu là người chị 24 tuổi của Ichika, và là giáo viên chủ nhiệm của lớp cậu tại Học viện IS. Ichika hay gọi cô là "Chifuyu-nee". Cô là phi công của chiếc IS thế hệ 1 và được biết là phi công mạnh nhất trước khi nghỉ hưu. Khi cô nghỉ hưu, cô chăm sóc em cô và nuôi nấng cậu sau khi bố mẹ bỏ rơi họ. Cô rất lo lắng cho Ichika và xem cậu là gia đình duy nhất của cô. Chifuyu cũng là người đưa Ichika vào Học viện IS để giữ cho cậu an toàn khỏi các đất nước khác. Chifuyu đã từng sở hữu Yukihira, 1 thanh kiếm IS năng lượng mà Ichika bấy giờ đang sở hữu. Chifuyu là bạn thân của Shinonono Tabane, người sáng tạo ra IS, đây là lý do tại sao 2 người em của họ là bạn thuở nhỏ.
Yamada Maya (山田 真耶)
Maya giáo viên trợ lý cho Chifuyu của lớp Ichika. Cô từng là học sinh đại diện cho nước Nhật.

### Các nhân vật khác
Shinonono Tabane (篠ノ之 束)
Tabane là chị của Hōki và là người sáng tạo ra IS. Cô biến mất một cách bí ẩn sau khi giới thiệu về công nghệ IS, và các tập đoàn IS của thế giới hiện đang tìm cô. Cô là bạn thân của Chifuyu, hay Chifuyu gọi là "Chi-chan", gọi Ichika là "Ikkun". Hōki ghét cô vì những gì xảy ra với gia đình cô và Ichika 6 năm trước. Mặc dù cô thông minh, nhưng cô lại có tính cách như 1 đứa trẻ. Cô có vẻ thích thỏ, vì cô có đôi tai thỏ kim loại trên đầu cô và chiếc tàu hình cà rốt của cô khi cô đưa IS cho Hōki. Cô là người đã hack qua hệ thống máy chủ quân sự của 12 quốc gia 10 năm trước và bắn vào Nhật Bản, nhờ Chifuyu tiêu diệt hết đám tên lửa chỉ để mọi người chú ý về Bạch kị sỹ, và đã tạo ra Gospel để gây ấn tượng cho em gái mình (xem ở dưới) và bị Chifuyu biết, nhưng đây là bí mật giữa 2 người (gần cuối tập 12, Infinite Stratos phần 1)
Gotanda Dan (五反田 弾)
Dan là bạn thân của Ichika hồi họ còn học trung học.
Gotanda Ran (五反田 蘭)
Ran là em gái của Dan và hiện đang học trường nữ sinh. Cô học năm ba trung học và là hội trưởng hội học sinh. Ran cũng thích Ichika và dự định thi vào Học viện IS.
Clarissa Harfouch (クラリッサ・ハルフォーフ Kurarissa Harufōfu)
Đồng đội Laura và là chỉ huy của biệt đội Schwarzer Hase. Như Laura, cô cũng đeo một miếng bịt mắt để che mắt. Clarissa là một Otaku và thường dạy Laura về những phong tục, truyền thống của Nhật bằng Anime và hình như không được chính xác lắm. Cô là phi công của chiếc IS Schwarzer Zweig (シュヴァルツェア・ツヴァイク Shuvarutsea Tsuvaiku, Tiếng Đức của từ "Chi nhánh Đen").
Natasha Fairs (ナターシャ・ファイルス Natāsha Fairusu)
Học sinh đại diện của Mỹ. Trong phiên bản Light Novel, cô là phi công thử nghiệm của chiếc Silver Gospel (銀の福音 Shirubario Gosuperu), một IS đồng xây dựng với Israel, nhưng khi cô đang điều khiển thì nó nổi điên và làm cô mất khả năng điều khiển. Sau đó nó đã bị ngăn chặn bởi Ichika và đông đội của cậu. Để cảm ơn vì đã cứu mạng cô, Natasha hôn Ichika vào má cậu, vô tình kéo cậu vào rắc rối với các cô gái khác. Cô không xuất hiện trong anime, vì kịch bản được đổi thành Silver Gospel là một IS không người lái do Shinonono Tabane tạo ra và điều khiển để gây ấn tượng cho mọi người về sức mạnh của Akatsubaki và em gái mình, nhưng đã bị Chifuyu phát hiện ra (các người khác ko biết về chuyện này)

## Thuật ngữ
Infinite Stratos (インフィニット・ストラトス Infinitto Sutoratosu)
Viết tắt là IS, IS là một bộ giáp hỗ trợ công nghệ và khả năng chiến đấu cao. Ban đầu được thiết kế để hoạt động ngoài vũ trụ, bây giờ đã trở thành vũ khí chính của thế giới. IS được phân thành hai loại: loại luyện tập và loại chuyên dụng.
Uchigane (打鉄)
IS loại luyện tập dùng để huấn luyện học sinh của Học viện IS cách dùng IS. Hình dạng của nó giữ nguyên dù người dùng là ai đi chăng nữa.
IS chuyên dụng
IS chuyên dụng là IS được thiết kế riêng để thích hợp với người dùng. Chúng khó dùng hơn trong dạng sơ kì nhưng một khi đã hoàn thành thiết lập thông tin người dùng, các phi công sẽ dễ dàng sử dụng chúng. Sức mạnh của IS chuyên dụng vượt xa hẳn loại IS luyện tập, hỏa lực mạnh hơn, tốc độ và khả năng cơ động nhanh hơn, etc. IS chuyên dụng được chia ra thành 4 thế hệ, thế hệ này vượt xa hơn những thế hệ trước.
Lõi của IS
Chiếc Hộp đen của IS là thứ cho phép nó hoạt động. Vì chỉ có 467 lõi IS được làm ra, đa số chúng được chia đều cho chính phủ các nước, chỉ có vài phi công IS, những người hoạt động trong tổ chức hoặc tập đoàn lớn nào đó, mới có IS chuyên dụng của riêng họ.
Mondo Grosso (モンド・グロッソ Mondo Gurosso)
Giải Thi đấu IS Toàn cầu được tổ chức 3 năm 1 lần. Người thắng cuộc của trận đấu đầu tiên là Chifuyu trong khi người thắng cuộc của trận đấu gần nhất là IS của Ý, Tempest.
Absolute Defense (Phòng thủ tuyệt đối)
Một lá chắn năng lượng bao phủ hoàn toàn 1 IS mỗi khi phi công của nó sắp bị đối phương đánh trực tiếp vào người. Nó tiêu hao rất nhiều năng lượng nhưng bù lại, nó sẽ bảo vệ phi công trong các trận đấu. Các trận đấu IS thường kết thúc mỗi khi năng lượng IS của một phi công trong trận đấu bị cạn kiệt.
Impact Cannon (Đại pháo Xung kích)
Một khẩu đại pháo thường nén không khí xung quanh nó rồi bắn ra dưới dạng đạn. Điểm đặc biệt của nó là cả nòng lẫn viên đạn đều vô hình đối với mắt thường. Đại pháo Xung kích là vũ khí đặc trưng của IS Shenlong, và được biết với cái tên Đại pháo Rồng (龍咆 Ryūhō).
Ignition Boost
Khi sử dụng kĩ năng này, bộ phóng sẽ hấp thụ ngược trở lại toàn bộ lượng năng lượng trong 1 khoảng thời gian, nén chỗ năng lượng đấy lại, sau đó sẽ giải phóng toàn bộ lượng năng lượng vừa nén ra ngoài để tạo thành 1 lực phóng cực mạnh, giúp đẩy tốc độ của IS về phía trước rất cao để tiếp cận hoặc tránh đòn tấn công của đối phương. Ignition Boost có 1 phiên bản nâng cấp được gọi là "Double Ignition Boost".
A.I.C.
Viết tắt của từ Active Inertia Canceller (アクティブ・イナーシャル・キャンセラー Akutibu Ināsharu Kyanserā). Một hệ thống được thiết kế để tạo từ trường để triệt tiêu quán tính chủ động của một vật thể nào đó. Nói đơn giản, nó làm bất động bất cứ thứ nào mà phi công muốn. Đây là vũ khí đặc trưng của chiếc IS Schwarzer Regen. Điểm yếu của nó là phạm vi hoạt động của nó tùy thuộc vào khu vực mà phi công có thể tập trung; nói cách khác, nó rất yếu khi đánh với nhiều kẻ thù.
Valkyrie Trace System (ヴァルキュリー・トレース・システム Varukyarī Torēsu Shisutemu)
Được biết với tên VT System, đây là một chương trình được thiết lập nhằm để tăng sức mạnh của IS bằng cách bắt chước những người thắng cuộc thi đấu Mondo Grosso. Vì vài lý do bao gồm đến sự an toàn của phi công, việc nghiên cứu, phát triển, và ứng dụng của hệ thống này đã bị nghiêm cấm trong Hiệp ước IS.

## Truyền thông

### Light novels
Infinite Stratos bắt đầu bằng light novel, được viết bởi Izuru Yumizuru, và được minh họa bởi Okiura. Volume đầu tiên được đăng bởi Media Factory dưới nhãn MF Bunko J của họ vào ngày 31 tháng 5 năm 2009. Tới ngày 8 tháng 4 năm 2011, đã có 7 volume được xuất bản.
Light novel đang được dịch thành tiếng Trung Quốc truyền thống và volume đầu tiên đã được đăng và xuất bản bởi Sharp Point Press vào ngày 9 tháng 11 năm 2010. Bản dịch Trung Quốc ban đầu là theo một sự đình chỉ vô thời hạn. Yumizuru trích dẫn rằng đại diện của Media Factory ở nước ngoài tham gia vào hợp đồng với các nhà xuất bản nước ngoài mà không có sự cho phép của tác giả là lý do đình chỉ. Yumizuru cũng nói rằng ông sẽ sẵn sang đấu tranh với vấn đề này ở tòa án nếu cần thiết.

#### Danh sách các volumes
| 1. "My Classmates Are All Girls" (クラスメイトは全員女 Kurasumeito wa Zennin Onna) 2. "Class Representative Runoff" (クラス代表決定戦 Kurasu Daihyō Ketteisen) 3. "The Transfer Student is the Second Childhood Friend" (転校生はセカンド幼なじみ Tenkōsei wa Sekando Osananajimi) 4. "Showdown! The Class League Match" (決戦!クラス対抗戦 Kessen! Kurasu Taikousen) |

| 1. "Boy Meets Boy" (ボーイ・ミーツ・ボーイ Bōi Mītsu Bōi) 2. "My Roommate is a Blond Gentleman " (ルームイトはブロンド貴公子(ジェントル) Rūmumeito wa Burondo Jentoru) 3. "Blue Days, Red Switch" (ブルー・デイズ・レッド・スイッチ Burū Deizu Reddo Suicchi) 4. "Find Out My Mind" (ファインド・アウト・マイ・マインド Faindo Auto Mai Maindo) 5. "Epilogue: From the Crimson's Deep Sleep" (エピローグ: 深なる紅(あか)のまどろみより Epirōgu: Fukanaru Aka no Madoromi yori) |

| 1. "Rain Maker" (乙女の心は晴れのち曇り(レイン・メーカー) Rein Mēkā) 2. "Ocean's Eleven!" (海に着いたら十一時!(オーシャンズ・イレブン) Ōshanzu Irebun!) 3. "Thin Red Line" (その境界線の上に立ち(シン・レッド・ライン) Shin Reddo Rain) 4. "Dressy White" (雪羅(ドレッシィ・ホワイト) Doresshī Howaito) 5. "Epilogue: Your Name is" (エピローグ: 君の名は(ユア・ネイム・イズ) Epirōgu: Yua Neimu Izu) |

| 1. "Welcome in the Summer" (ウェルカム・イン・ザ・ザマー Werukamu in za Samā) 2. "Rhapsody of Two Kittens" (二匹の子猫のラプソディー Nihiki no Koneko no Rapusodī) 3. "Midsummer Night's Dream" (真夏の夜の夢 Manatsu no Yoru no Yume) 4. "Lovesick Quintet" (恋に騒がす五重奏(クインテット) Koi ni Sawagasu Kuintetto) 5. "Epilogue:Night Hunters in the Darkness" (エピローグ: 暗がりに潜みし闇苅 Epirōgu: Kuragari ni Hisomishi Kuragari) |

| 1. "Heart Painkiller" (恋スル☆舌下錠(ハート・ペインキラー) Hāto Peinkirā) 2. "The Student Council President is a Felis Woman" (生徒会長は猫座の女 Seitokaichō wa Nekoza no Onna) 3. "Clear Melody of Cinderella's Heel" (硝子少女(シンデレラ・ヒール)の透色和音 Shinderera Hīru no Sukiiro Waon) 4. "Mysterious Lady" (ミステリアス・レイディ Misuteriasu Reidi) 5. "Epilogue: Beginning of the Story" (エピローグ: ｢ものがたり｣のはじまり Epirōgu: Monogatari no Hajimari) |

| 1. "Silent Ones" (静かなるもの Shizukanaru Mono) 2. "Resound, Maiden's Victory Song" (鳴り響け、乙女の凱歌 Narihibike, Otome no Gaika) 3. "Cannonball Fast" (弾丸のように、速く(キャノンボール・ファスト) Kyanonbōru Fasuto) 4. "Heartbreaker" (ハートブレイカー Hātobureikā) 5. "Epilogue: Reflection on the Water's Surface" (エピローグ: 水面映し Epirōgu: Minamo Utsushi) |

### Manga
Phiên bản manga được vẽ bởi Akahoshi Kenji và bắt đầu nối tiếp trong tạp chí manga seinen Monthly Comic Alive vào ngày 27 tháng 5 năm 2010, số tháng 7,2010 của nó. tankōbon đầu tiên được xuất bản vào ngày 22 tháng 12 năm 2010, và tankōbon thứ hai đã được xuất bản vào ngày 23 tháng 3 năm 2011.

### Internet radio
Một chương trình Internet radio tên là Radio IS, sản xuất bởi Super A&G+, bắt đầu chiếu từ 1 tháng 1 đến 26 tháng 3 năm 2011. Người dẫn chương trình là Hikasa Yōko, diễn viên lồng tiếng cho Shinonono Hōki, và Shimoda Asami, diễn viên lồng tiếng cho Huang Lingyin. Tập đầu tiên đã được nghe lưu trữ trong 3 tuần, trong khi các tập tiếp theo sẽ được chiếu trong 2 tuần. Chương trình radio thứ hai, được gọi là Radio IS Overtime (RADIO IS 延長戦 Rajio IS Enchōsen) bắt đầu chiếu từ ngày 9 tháng 4 năm 2011, và được chiếu 4 tập 2 tuần 1 lần tới ngày 21 tháng 5 năm 2011.

### Anime
Phiên bản Anime của Infinite Stratos được thông báo lần đầu tiên vào ngày 21 tháng 6 năm 2010, và trang chủ chính thức đã được mở vào ngày 8 tháng 8 năm 2010. Phiên bản này được chỉ đạo bởi Kikuchi Yasuhito, cũng là người chỉ đạo bộ phim Macross Frontier với 8-Bit, cũng là hãng xử lý Macross Frontier, tạo hiệu ứng và chuyển thể. Người thiết kế nhân vật và giám đốc đạo diễn của bộ anime này là Kurashima Takeyasu và người thiết kế mecha Takakura Takeshi. Người viết kịch bản là Tomioka Atsuhiro, Hōjō Chinatsu và Shimo Fumihiko. Shimo cũng sẽ lo thành phần của bộ phim. Bộ phim được chiếu ở Nhật Bản từ ngày 6 tháng 1 tới 31 tháng 3 năm 2011 trên kênh TBS, và phần tiếp theo được chiếu trên Chubu-Nippon Broadcasting, Sun Television, KBS, và BS-i. Sáu đĩa DVD và Blu-ray sẽ được phát hành bởi Media Factory giữa 30 tháng 3 và 21 tháng 9 năm 2011. Anime được cấp giấy phép ở Bắc Mĩ bởi Sentai Filmworks, với simulcast được cung cấp bởi Anime Network trên trang chủ video của nó. Ba tập phim đầu tiên được giới thiệu vào ngày 23 tháng 1 năm 2011, tiếp theo là một tập mỗi tuần.

#### Âm nhạc
Nhạc phim của anime được sáng tác bởi Nanase Hikaru. Bài hát mở đầu anime là "Straight Jet", được hát bởi Kuribayashi Minami. Bài hát kết thúc là "Super∞Stream", phiên bản của tập đầu tiên được hát bởi Hikasa Yōko, phiên bản của tập 2 và 3 được hát bởi Hikasa và Yukana, phiên bản của tập 4 và 5 được hát bởi Hikasa, Yukana và Shimod Asamia, phiên bản của tập 6 và 7 được hát bởi Hikasa, Yukana, Shimoda và Hanazawa Kana và phiên bản cuối cùng của các tập còn lại được hát bởi Hikasa, Yukana, Shimoda, Hanazawa và Inoue Marina. Mỗi phiên bản của bài hát phản ánh diễn viên lồng tiếng của nhân vật đang chạy với Ichika trong kết thúc của mỗi tập. Đĩa CD đơn của bài "Straight Jet" được phát hành vào ngày 26 tháng 1 năm 2011, và đĩa CD đơn của bài "Super∞Stream" được phát hành vào ngày 16 tháng 2 năm 2011. Cả hai đĩa đơn được công bố dưới nhãn Lantis.

## Đánh giá
Light novel đã bán được 1.2 triệu bản cho tới nay.
Bài mở đầu của anime, "Straight Jet", được xếp hạnh thứ 16, và bài kết thúc, "Super∞Stream", được xếp hạng 10 trong bảng Oricon.
Đĩa Blu-ray đầu tiên được phát hành đã bán được 22,000 bản vào tuần đầu tiên, trở thành một trong 6 volume của các chương trình anime trên TV series đạt được con số một trong bảng bán đĩa Blu-ray hàng tuần của Oricon.